# بيرل
بيرل (بالإنجليزية: Perl)‏ (اختصار لعبارة Practical Extracting and Reporting Language) هي لغة برمجة متعددة الاستخدام خاصة بالترسيمات، هذه اللغة ظهرت سنة 1987 على يد لاري وول.
بيرل لغة مفتوحة المصدر، مرتبطة أساسا بمعالجة المعلومات المرسلة بواسطة الترسيمات.
كان الھدف منھا معالجة النصوص في نظام يونكس حیث ھناك مسائل من الصعب حلھا بالوسائل المستعملة حینھا. أما الآن فقد توسع استعمالھا لتصبح الأكثر طلبا لأتمتة.
عادة ما نمیل إلى استعمال أكثر الأدوات انتشارا، وبما أن البیرل متعدد الاستعمالات، بكل تأكید فھو لیس من أجل كل الأعمال. لذلك سنرى أبرز نقاط القوة التي من أجلھا كانت ھذه اللغة متنفس الكثیر من المبرمجین

## الاستخدامات
- تحتاج للغة برمجة نصیة للأعمال الروتینیة وأیضا للحمایة.
- كتابة إجراءات لأشخاص غیر متخصصین في نظام التشغیل.
- التعامل مع العدید من الإجراءات CGI.
- مدیر موقع إلكتروني أو مسؤول حمایته.
- توسیع مداركك للتعمق والتحكم في نظام التشغیل.
- تحتاج إلى لغة نموذجیة أكثر تعقیدا ومردودیة.
- التعامل مع آلاف الملفات سواء بالتعدیل أو بتصحیح المسار.
- التعامل مع قواعد البیانات والسرعة والخفة لرؤیة التقاریر المطلوبة بدون الحاجة إلى الواجھات الرسومیة المكلفة للذاكرة.
- برنامج (إجراء) واحد لأغلب أنظمة التشغیل المعروفة.
- لا تضیع الوقت في عملیة التجمیع والتنفیذ، كذلك التعدیل أسرع على المصدر.

## التركيب وكيفية الاستعمال
بيرل برمجة أمرية قريبة من C و من البرمجة في يونيكس.
كما في شيل، يستعمل الرمز # للتعليق. التركيب في بيرل يمكن المستخدم من كتابة تعابير وبرامج باستعمال اللغة البرمجية لبيرل نفسها ودون اللجوء إلى وظائف المكتبات، وبالتالي يكون ذلك أكثر وضوحا.ويمكن للمبتدئين استخدام مجموعة فرعية من لغة بسهولة.
مثال :
```
print
 
"Hello, world\n"
;

```

بيرل يقبل المعلن الذي يدل على نطاق متغيرات المعلن:
```
my
 
$s
 
=
 
'toto'
;

local
 
$level
 
+=
 
1
;

(
our
 
@s
 
=
 
(
1
,
 
$s
,
 
3.14
;

```

السيغل (Sigils) يمكن من التعرف على المتغيرات في مجموعة الرموز وبالتالي تأويل هاته المتغيرات.
```
print
 
"la variable toto vaut $toto"
;

```

## الحصول على بيرل
أسهل الطرق للحصول على بيرل على أنظمة ويندوز هو استخدام إصدار ActiveState ، والتي تأتي مع برنامج التثبيت الخاص بها.
تحتوي معظم أنظمة التشغيل الشبيهة بيونكس على بيرل بشكل افتراضي. وإن لم تكن بيرل مثبتة على نظامك الشبية بيونكس راجع صفحة تنزيل بيرل الرئيسية للحصول على الكود المصدري ووصلات لحزم مجمعة مسبقا.

## وصلات خارجية
- بيرل على موقع Open Hub (الإنجليزية)
- بيرل على موقع Free Software Directory (الإنجليزية)
- الموقع الرسمي